# Jonathan Frakes

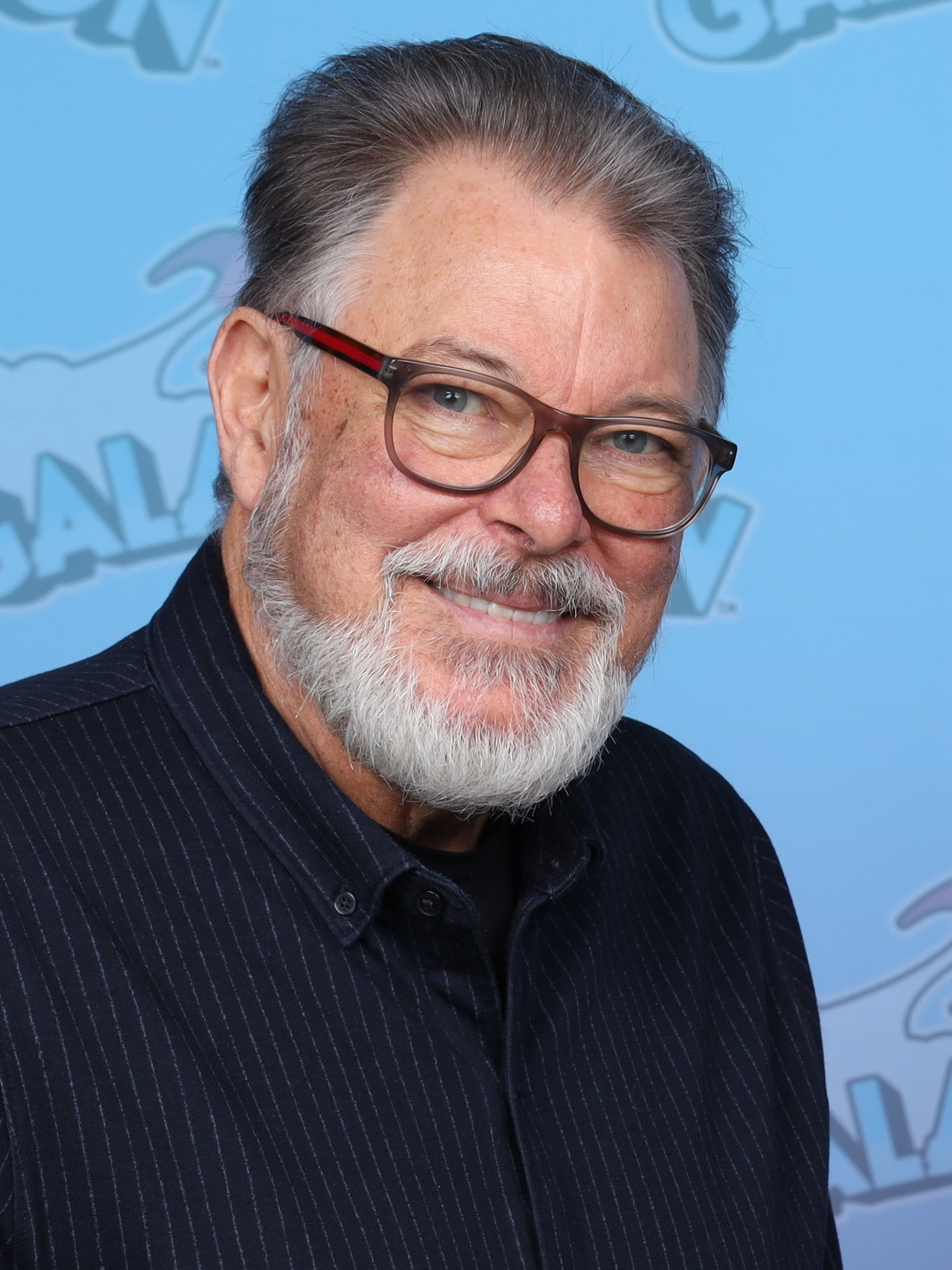
Jonathan Frakes, 2023

Jonathan Scott Frakes (* 19. August 1952 in Bellefonte, Pennsylvania) ist ein US-amerikanischer Schauspieler, Regisseur und Fernsehmoderator.
Bekannt wurde er vor allem durch seine Rolle als Cmdr. William T. Riker in der Fernsehserie Raumschiff Enterprise – Das nächste Jahrhundert und seine Moderation der Mystery-Fernsehserie X-Factor: Das Unfassbare.

## Leben
Jonathan Frakes wurde als Sohn von James Frakes und Doris Yingling in Pennsylvania geboren und wuchs dort auf. Seine Vorfahren stammten überwiegend aus Deutschland sowie aus England. Frakes entschied sich nach der Highschool für ein Studium der Psychologie an der Pennsylvania State University, wechselte später aber das Hauptfach und studierte Theater. Anlass war wohl, dass er in einem Schauspielhaus als Platzanweiser arbeitete. Später wechselte er an die Harvard University, wo er am Loeb Drama Center lernte und arbeitete. Nach seinem Abschluss zog es ihn nach New York, wo er sich als Schauspieler durchzuschlagen versuchte. Er spielte in einigen Broadway-Stücken mit und tourte für Marvel Comics als Captain America durch das Land.
Auf dem Fernsehbildschirm erschien er zum ersten Mal in der Fernsehserie The Doctors, in der er die Rolle des Tom Carroll spielte. Anschließend zog es ihn nach Los Angeles, wo weitere Serien- und Theaterauftritte folgten. Einen gewissen Bekanntheitsgrad erlangte er erstmals durch seine Darstellung des Stanley Hazard in dem TV-Mehrteiler Fackeln im Sturm (1985). Bei den Dreharbeiten lernte er seine spätere Frau Genie Francis kennen.
Nach der zweiten Staffel von Fackeln im Sturm erhielt er im Jahr 1987 die Rolle des ersten Offiziers William Riker in der Fernsehserie Raumschiff Enterprise: Das nächste Jahrhundert, den er in 176 Episoden und vier Kinofilmen verkörperte. Bei der Episode „Datas Nachkomme“ führte Jonathan Frakes erstmals Regie. Nach weiteren Folgen dieser Serie übernahm er den Regie-Stuhl in verschiedenen Star-Trek-Episoden von Deep Space Nine und Voyager. Als die Enterprise-Crew um Captain Picard auf die Kinoleinwand wechselte, arbeitete er bei den Star-Trek-Filmen Star Trek: Der erste Kontakt (1996) und Star Trek: Der Aufstand (1998) sowohl als Schauspieler als auch als Regisseur. Frakes ist der einzige Schauspieler, der in fünf verschiedenen Star-Trek-Serien auftrat, und bei sechs Serien auch als Regisseur tätig war.
Wegen seiner effizienten Regieführung in Star Trek: Der Erste Kontakt erhielt er den Spitznamen „Two-Takes Frakes“. Neben verschiedenen Folgen anderer Serien (Roswell) dreht er 2002 den Kinofilm Clockstoppers und 2004 die Realverfilmung des Supermarionation-Klassikers Thunderbirds, die beide aber wenig erfolgreich waren. Von 1994 bis 1997 synchronisierte er in der Disney-Zeichentrickserie Gargoyles – Auf den Schwingen der Gerechtigkeit den Bösewicht David Xanatos. Seit 2006 ist er als Regisseur in erster Linie für das Fernsehen tätig.
Von 1998 bis 2002 war Jonathan Frakes als Moderator der Mystery-Serie X-Factor: Das Unfassbare zu sehen, in der er mysteriöse Geschichten präsentierte, die entweder auf vorgeblich wahren Begebenheiten beruhten oder frei erfunden waren. 2019 übernahm Frakes in der deutschen Serie How to Sell Drugs Online (Fast) im Rahmen einer Parodie erneut diese Rolle.
2021 und 2022 kehrte Jonathan Frakes dann schließlich in einer vom deutschen Privatfernsehsender RTL Zwei exklusiv für den deutschen Markt produzierten 5. Staffel als Moderator von X-Factor: Das Unfassbare zurück. Von dieser in deutsch-amerikanischer Gemeinschaft produzierten Neuauflage wurden bisher drei Episoden ausgestrahlt.
Seit 2018 führte Frakes bei mehreren Folgen der Serie Star Trek: Discovery Regie, ebenso in der 2020 gestarteten Serie Star Trek: Picard, in der er auch erneut die Rolle des William T. Riker spielte. Für die neue Star-Trek-Serie Star Trek: Strange New Worlds inszenierte Frakes auch bislang zwei Folgen. Seit 2020 hatte Frakes in der Zeichentrickserie Star Trek: Lower Decks in mehreren Folgen Gastauftritte, in denen er seine Stimme für seine Rolle des William T. Riker lieh.
2024 gewann Frakes den Saturn Award in der Kategorie Bester Nebendarsteller in einer TV-Serie für seine Rolle als Captain William Riker in Star Trek: Picard.

## Persönliches
Seit 1988 ist Frakes mit der Schauspielerin Genie Francis verheiratet; die beiden haben einen Sohn (* 1994) und eine Tochter (* 1997) und Wohnsitze in Kalifornien und im Bundesstaat New York. Frakes’ jüngerer Bruder starb im Jahr 1997 an Bauchspeicheldrüsenkrebs.

## Synchronisation
In den deutschen Fassungen wurde Jonathan Frakes überwiegend bis 2022 von Detlef Bierstedt synchronisiert, der ihm in der Serie Raumschiff Enterprise: Das nächste Jahrhundert seine Stimme lieh, ebenso im Film Star Trek – Treffen der Generationen und bei seinen Gastauftritten in den weiteren Star-Trek-Fernsehserien. Da sich der Filmverleih nicht auf seine höhere Gagenforderung einließ, wurde Bierstedt in den letzten drei Star-Trek-Kinofilmen durch Tom Vogt ersetzt. In der Serie X-Factor: Das Unfassbare war ebenfalls überwiegend Detlef Bierstedt als Frakes’ deutsche Stimme zu hören, in der dritten Staffel wurde jedoch Michael Christian besetzt, der ihn bereits in Fackeln im Sturm synchronisierte.
Seit 2022 wird er in der Serie X-Factor: Das Unfassbare von Pat Zwingmann synchronisiert. Der bisherige Stammsprecher Frakes', Detlef Bierstedt, hatte seine Arbeit als Synchronsprecher aus Zeit- und Stressgründen Anfang 2022 aufgegeben.

## Filmografie (Auswahl)

### Schauspieler
Filme
- 1994: Star Trek: Treffen der Generationen (Star Trek Generations)
- 1996: Brothers of the Frontier
- 1996: Star Trek: Der erste Kontakt (Star Trek: First Contact)
- 1998: Star Trek: Der Aufstand (Star Trek: Insurrection)
- 1999: Dying to Live
- 2002: Star Trek: Nemesis
- 2002: Clockstoppers
- 2006: The Quest – Das Geheimnis der Königskammer (The Librarian: Return to King Solomon’s Mines, Fernsehfilm)
- 2017: Devil’s Gate
- 2023: A Biltmore Christmas

Serien
- 1977–1978: The Doctors
- 1978: Fantasy Island (Folge 2x06)
- 1978: Drei Engel für Charlie (Charlie’s Angels, Folge 3x11)
- 1978: Barnaby Jones (Folge 7x08)
- 1979: Die Waltons (The Waltons, Folgen 7x19 & 8x08)
- 1980: Geliebtes Land (Beulah Land, Miniserie)
- 1981: Ein Duke kommt selten allein (The Dukes of Hazzard, Folge 4x01)
- 1981: Boomer, der Streuner (Here’s Boomer, Folge 1x08)
- 1982: Parfüm – Magnet der Sinne (Bare Essence)
- 1982: Hart aber herzlich (Hart to Hart, Folge Tod auf Hawaii)
- 1982: Quincy (Quincy M.E., Folgen 7x19 & 8x02)
- 1982: Die Zeitreisenden (Voyagers!, Folge 1x10)
- 1984: Ein Engel auf Erden (Highway to Heaven, Folge 1x08)
- 1984: Ein Colt für alle Fälle (The Fall Guy, Folge 3x18)
- 1984: Karussell der Puppen (Paper Dolls, 11 Folgen)
- 1985: Falcon Crest (11 Folgen)
- 1985: Twilight Zone (The Twilight Zone, Folge 1x13)
- 1985: Fackeln im Sturm (North and South, Book I, 5 Folgen)
- 1985: Hotel (Folge 2x17)
- 1986: Das abenteuerliche Leben des John Charles Fremont (Dream West, Miniserie)
- 1986: Fackeln im Sturm II (North and South, Book II, 5 Folgen)
- 1986: Matlock (Folge 1x11)
- 1987–1994: Raumschiff Enterprise – Das nächste Jahrhundert (Star Trek: The Next Generation, 176 Folgen)
- 1994: Fackeln im Sturm III (Heaven & Hell: North & South, Book III, 3 Folgen)
- 1994: Star Trek: Deep Space Nine (Folge 3x09)
- 1995: Superman – Die Abenteuer von Lois & Clark (Lois & Clark: The New Adventures of Superman, Folge 3x06)
- 1996: Star Trek: Raumschiff Voyager (Star Trek: Voyager, Folge 2x18)
- 1998–2002, 2021–2022: X-Factor: Das Unfassbare (Beyond Belief: Fact or Fiction)
- 1999: Roswell (Folge 1x01, Kurzauftritt)
- 2000: Hinterm Mond gleich links (3rd Rock from the Sun, Folge 5x10)
- 2005: Star Trek: Enterprise (Enterprise, Folge 4x22)
- 2009/2012: Leverage (Folgen 1x09, 5x14 Kurzauftritte)
- 2010: Criminal Minds (Folge 5x12)
- 2010: Navy CIS: L.A. (Folge 2x11)
- 2012: Castle (Folge 5x06 Mord im Weltall)
- 2013: The Glades (Folgen 4x02–4x03, Kurzauftritte)
- 2014: Hit the Floor (Folge 2x06)
- 2016: Angie Tribeca (Folge 2x08)
- 2019: How to Sell Drugs Online (Fast) (Folge 1x02)
- 2020: Die Astronauten (The Astronauts, 3 Folgen)
- 2020–2023: Star Trek: Picard (11 Folgen)

### Sprechrollen
- 1994–1996: Gargoyles – Auf den Schwingen der Gerechtigkeit (Gargoyles, 36 Folgen)
- 2005: Family Guy (Folge 4x11)
- 2011: The Super Hero Squad Show (Folge 2x18)
- 2013: Adventure Time – Abenteuerzeit mit Finn und Jake (Adventure Time, Folge 5x16)
- 2016–2017: Guardians of the Galaxy (9 Folgen)
- 2020–2021: Star Trek: Lower Decks (3 Folgen)

### Regisseur
Filme
- 1996: Star Trek: Der erste Kontakt (Star Trek: First Contact)
- 1998: Star Trek: Der Aufstand (Star Trek: Insurrection)
- 2002: Clockstoppers
- 2004: Thunderbirds
- 2006: The Quest – Das Geheimnis der Königskammer (The Librarian: Return to King Solomon’s Mines, Fernsehfilm)
- 2008: The Quest – Der Fluch des Judaskelch (The Librarian – The Curse of the Judas Chalice, Fernsehfilm)
- 2011: Truth Be Told (Fernsehfilm)

Serien
- 1990–1994: Raumschiff Enterprise – Das nächste Jahrhundert (Star Trek: The Next Generation, 8 Folgen)
- 1994–1995: Star Trek: Deep Space Nine (3 Folgen)
- 1995–1996: Star Trek: Raumschiff Voyager (Star Trek: Voyager, 3 Folgen)
- 1996: Diagnose: Mord (Diagnosis Murderer, Folge 3x18)
- 1999–2001: Roswell (5 Folgen)
- 2002: Twilight Zone (The Twilight Zone, Folge 1x11)
- 2007: Masters of Science Fiction (Folge 1x04)
- 2009: Dollhouse (Folge 2x04)
- 2009–2012: Leverage (12 Folgen)
- 2009–2013: Castle (3 Folgen)
- 2010: V – Die Besucher (V, Folge 1x07)
- 2010–2013: Burn Notice (5 Folgen)
- 2010–2016: Navy CIS: L.A. (NCIS: Los Angeles, 6 Folgen)
- 2013: King & Maxwell (Folge 1x08)
- 2013: Marvel’s Agents of S.H.I.E.L.D. (Folge 1x08)
- 2013–2015: Falling Skies (3 Folgen)
- 2014–2015: Switched at Birth (2 Folgen)
- 2014, 2016: Hit the Floor (4 Folgen)
- 2014–2017: The Quest – Die Serie (The Librarians, 10 Folgen)
- 2016: Powers (Folge 2x04)
- 2017: Girlfriends’ Guide to Divorce (Folge 4x06)
- 2017, 2019: The Orville (2 Folgen)
- 2018–2024: Star Trek: Discovery (8 Folgen)
- 2020: Die Astronauten (The Astronauts, Folgen 1x03–1x04)
- 2020–2023: Star Trek: Picard (6 Folgen)
- 2021: Leverage 2.0 (Leverage: Redemption, Folge 1x07)
- 2024–2025: Star Trek: Strange New Worlds (Folgen 2x07, 3x04)